# Paul Feyerabend
Paul Feyerabend (født 13. januar 1924 i Wien, Østrig, død 11. februar 1994 i Genolier, Schweiz) var en østrigsk født videnskabsfilosof. Han forlod Østrig efter krigen, og førte et omvandrende liv, og boede og underviste bl.a. i England, USA, Italien, New Zealand, Tyskland og Schweiz. Han blev berømt for sit anarkistiske videnskabssyn. Hans hovedværk er Against Method fra 1975.

## Biografi
Feyerabend blev født i Wien i 1924. Som barn læste han meget, blev interesseret i teater og tog sangundervisning. Han sang bl.a. opera. Da han blev færdig med gymnasiet i 1942, blev han indkaldt i den tyske Arbeitsdienst. Han blev sendt til Frankrig og havde et meget monotont ophold. Tilbage i Wien meldte han sig til officersskolen, i det håb at krigen var forbi før han havde afsluttet uddannelsen. I december 1943 blev han sendt til Østfronten under 2. verdenskrig. Han blev tildelt jernkorset og opnåede grad af løjtnant. Under tilbagetrækningen, da den tyske hær flygtede for Den røde hær, endte han med at have ansvaret for et helt kompagni, da alle de højerestående officerer var stukket af. Mens han dirigerede trafikken blev han ramt af tre kugler i rygraden. Han blev delvist lam fra livet og ned, og levede resten af livet med meget stærke smerter. Han blev også impotent.
Efter krigen fortsatte han med teater, og blev inviteret af Bertolt Brecht til at være skuespiller i hans teater, hvilket han afslog og senere fortrød. Han tog timer i fysik og filosofi, og endte med at blive medlem af wienerkredsen. I 1951 fik han tilbudt at komme til London og studere under Ludwig Wittgenstein. Denne døde imidlertid, og Feyerabend valgte Karl Popper som vejleder i stedet. I starten var han "ortodoks popperianer", men senere tog han stærkt afstand fra mange ting i dennes filosofi.
I 1955 blev han ansat som underviser på universitetet i Bristol. Resten af hans karriere unerviste han på universiteter rundt omkring i verden. Hans mest produktive periode var på University of Berkeley. I 1994 døde han af kræft efter kort tids sygdom.

## Filosofi
Feyerabends hovedide er, at videnskabsteorien skal passe med videnskabens faktiske historiske udvikling. Blandt andet argumenterer Feyerabend ud fra en nøje historisk gennemgang af Galileos tidligste observationer af månen med det første teleskop. Han afviser Poppers filosofi fordi denne ikke beskriver videnskaben som den er foregået. Tværtimod mener Feyerabend at en hvilken som helst filosofisk udarbejde metode ville være en spændetrøje der dræbte videnskaben. Derfor foreskrev han metodisk anarkisme.
Han tog i perioder ikke filosofi særligt alvorligt, og fandt opera mere vigtigt. Nogen af hans teser må anses for at være vittigheder, blandt andet at voodoo burde være et universitetsfag. Hans begrundelse var at diversitet af ideer var frugtbart, og derfor var mere diversitet endnu bedre. Man skulle derfor ikke holde teorier nede, fordi de ikke opfyldte nogen forud definerede kriterier. Videnskabshistorien, som han så den, var en række af teorier der brød med de metodiske regler der eksisterede før teorien kom til.

## Værker
- Against Method: Outline of an Anarchistic Theory of Knowledge (1975), ISBN 0-391-00381-X, ISBN 0-86091-222-1, ISBN 0-86091-481-X, ISBN 0-86091-646-4, ISBN 0-86091-934-X, ISBN 0-902308-91-2 (Første udgave in M. Radner & S. Winokur, udg., Analyses of Theories and Methods of Physics and Psychology, Minneapolis: University of Minnesota Press, 1970.)
- Science in a Free Society (1978), ISBN 0-8052-7043-4
- Realism, Rationalism and Scientific Method: Philosophical papers, Volume 1 (1981), ISBN 0-521-22897-2, ISBN 0-521-31642-1
- Problems of Empiricism: Philosophical Papers, Volume 2 (1981), ISBN 0-521-23964-8, ISBN 0-521-31641-3
- Farewell to Reason (1987), ISBN 0-86091-184-5, ISBN 0-86091-896-3
- Three Dialogues on Knowledge (1991), ISBN 0-631-17917-8, ISBN 0-631-17918-6
- Killing Time: The Autobiography of Paul Feyerabend (1995), ISBN 0-226-24531-4, ISBN 0-226-24532-2
- Conquest of Abundance: A Tale of Abstraction versus the Richness of Being (1999), ISBN 0-226-24533-0, ISBN 0-226-24534-9
- Knowledge, Science and Relativism: Philosophical Papers, Volume 3 (1999), ISBN 0-521-64129-2
- For and Against Method: Including Lakatos's Lectures on Scientific Method and the Lakatos-Feyerabend Correspondence with Imre Lakatos (1999), ISBN 0-226-46774-0, ISBN 0-226-46775-9
- Naturphilosophie (2009) Posthumously published, recentliy discovered manuscript from the 1970ies - found in the Philosophisches Archiv der Universität Konstanz (Germany). Helmut Heit and Eric Oberheim (Eds.): 1. Edition. ISBN 3-518-58514-2.
- The Tyranny of Science (2011), ISBN 0-7456-5189-5, ISBN 0-7456-5190-9